# Mürnsee
Mürnsee ist ein Gemeindeteil der Gemeinde Bad Heilbrunn im oberbayerischen Landkreis Bad Tölz-Wolfratshausen und eine Gemarkung.
Das Dorf Mürnsee liegt im Bayerischen Oberland am rechten nördlichen Ufer des Reindlbachs östlich der Loisach auf 597 bis 602 m ü. NHN. Benachbarte Orte sind Bocksberg, Reindlschmiede, Kiensee und Unterkarpfsee.
Die Gemarkung Mürnsee mit der Nummer 099401 liegt vollständig auf dem Gebiet der Gemeinde Bad Heilbrunn, ihr benachbart sind die Gemarkungen Schönrain, Oberbuchen, Bad Heilbrunn und Penzberg. Die Gemarkung hat eine Fläche von etwa 1341 Hektar, auf ihr liegen die Bad Heilbrunner Gemeindeteile Bocksberg, Fletzen, Hohenbirken, Karpfsee, Letten, Mürnsee, Nantesbuch, Podling, Reindlschmiede und Unterkarpfsee.

## Geschichte
Erste Einwohner siedelten sich angeblich schon im 13. Jahrhundert an.
Heute umfasst das Dorf etwa 70 Haushalte. In den 1960er Jahren wurden in der Volksschule Schönrain in Mürnsee die Klassen drei und fünf unterrichtet, da diese wegen Platzmangel an der Volksschule Bad Heilbrunn nach Mürnsee ausgelagert wurden. Die Gebäude, Hausnummer 13, werden heute geschäftlich sowie von der Freiwilligen Feuerwehr Mürnsee genutzt. Vor der Gebietsreform in Bayern war Mürnsee bis zum 30. April 1978 ein Ortsteil der Gemeinde Schönrain. Bei der Volkszählung 1987 wurden 115 Einwohner festgestellt.
Bis Juli 2006 gab es ein mit Moorwasser gespeistes künstliches Moor-Freibad („Bad Heilbrunner Freibad“) in der Nähe des Gasthauses Reindlschmiede, unter Insidern als „Mürnseer Bad“ bezeichnet. Es wurde wegen Auftretens von Blaualgen gesperrt und im Herbst 2007 in einen Teich umgewandelt, da eine Sanierung vom Gemeinderat wegen zu hoher Kosten verworfen wurde.
Der im Jahre 1932 gegründete Trachtenverein „Reindlbachtaler“, welcher dem Loisachgau angeschlossen ist, hatte 2006 65 Mitglieder.